# Иван Вълчанов
Иван Вълчанов е български, патриот, предприемач, хаджия, смятан за най-богатия българин в Тулча свързан със съдбата на своя народ.

## Семейство
Хаджи Иван Вълчанов Иванов е роден в Тулча през 1823 г. и е син на Вълчан войвода и бившата монахиня Евпраксина. Семейството е имало 4 деца: Иван, Васил, Петра и Оксана. Вълчан войвода се заселва в Тулча поради слабото турско влияние и силната българска колония. Градът е началото на българската държава от времето на хан Аспарух. Тулча е част от Първото и Второто българско царство. След 1807 г. в Тулча има българска болница и българско училище.
През 1849 се жени за Велика, която умира през 1883 в Тулча. Имат 5 деца: Мария /женена за Марин Тихчев/, Ана Хаджииванова, Петър Иванов Хаджииванов, д-р Юрдан Хаджииванов и Христо Хаджииванов.

## Дейност
След като наследява от баща си около 300 дка лозя, 800 дка гори, 2 чифлика, къщи, дюкяни в старата централна част на гр. Тулча, Иван ги стопанисва до края на живота си и ги предава на своите наследници. Приютява в дома си Матей Преображенски-Миткалото. Издържа ученолюбиви българчета да учат и поддържа връзки със Сава Доброплодни (Сава Хаджиилиев), докато учителства в гр. Тулча. През 50-те години на 19 век помага с пари завършването и изписването на храм „Свети Георги“ в гр. Тулча и през следващото десетилетие и църквата „Св. Никола“. По иконите в храмовете има надписи за неговите дарения. Подпомага българските просветни деятели и създаването и развитието на български читалища през 60-те години на 19 век. През същия период посещава Божи гроб в Йерусалим, което малцина българи са можели да си позволят по онова време.
Подпомага създаването на Тулчанския революционен комитет и изпращането на Първата българска легия като участва в организацията и снабдяването с оръжие. Чести гости в дома му са били Георги Карловски, Стефан Караджа, Иван Кършовски и др.
хаджи Иван Вълчанов снабдява лично с пари за оръжие и дрехи, барут и олово преди похода на четата в България четниците Господин Куманов, Димитър Мънзов, хаджи Георги Хаджииванов, хаджи Димитър Хаджиатанасов, Никола Стоянов, Александър Василев, Симеон Радев.